# Telefono cellulare basico

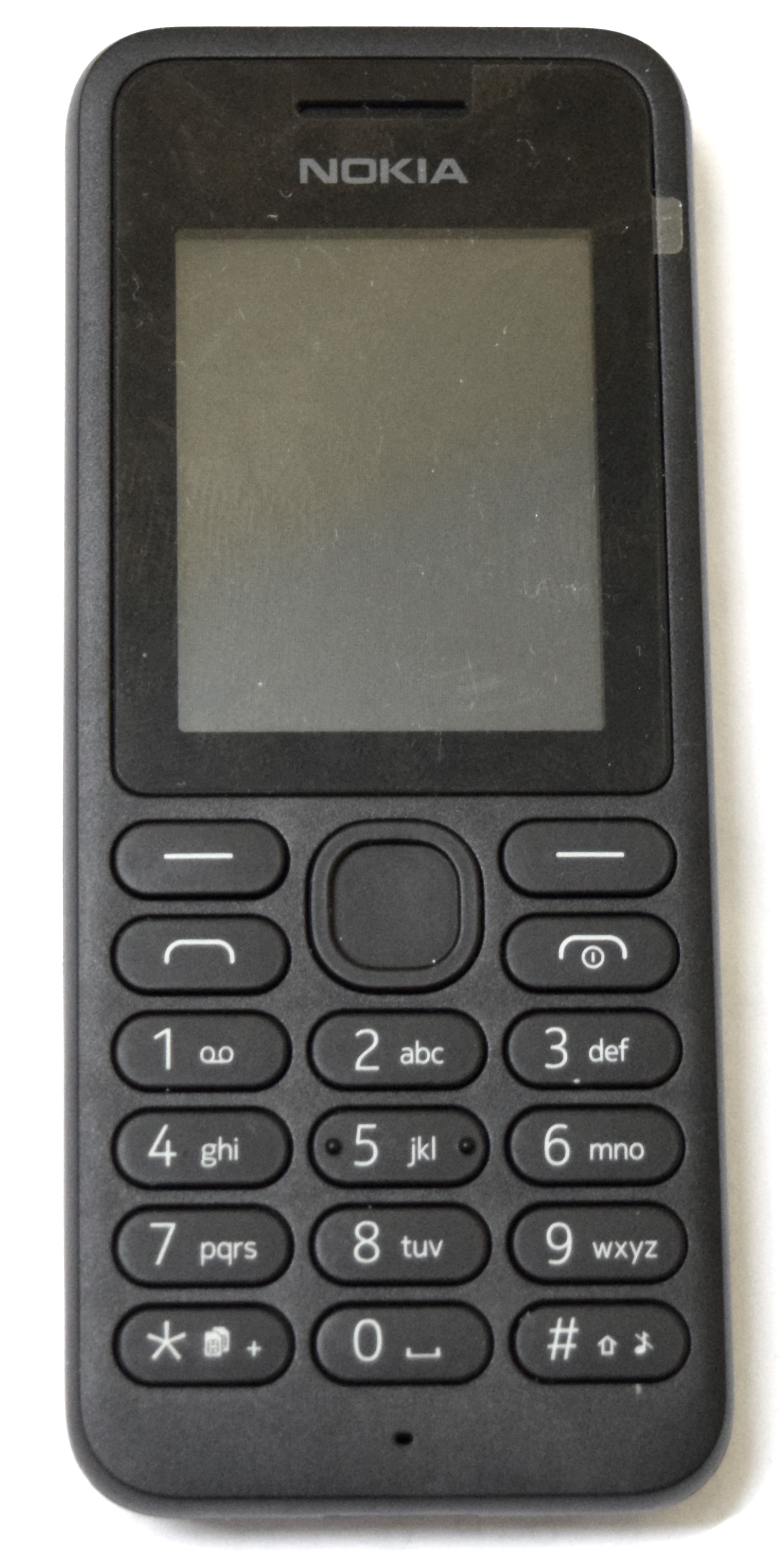
Nokia 130, un tipico esempio di cellulare basico

Un telefono cellulare basico (in inglese, feature phone) è un dispositivo mobile che mantiene il fattore di forma dei telefoni delle primissime generazioni, con input basato su pulsanti e un piccolo display. I telefoni cellulari basici a volte vengono chiamati dumbphone in contrasto con gli smartphone touch-input. Tendono a utilizzare un sistema operativo incorporato con un'interfaccia utente grafica piccola e semplice, a differenza dei sistemi operativi mobili di grandi dimensioni e complessi come Android o iOS.